# Memecylon hyleastrum
Espèce
Memecylon hyleastrum R.D.Stone & Ghogue est une espèce de plantes à fleurs de la famille des Melastomataceae. Elle est endémique du Cameroun. 